# CALEA
A Lei de Auxílio das Comunicações para a aplicação do Direito (em inglês, Communications Assistance for Law Enforcement Act), abreviada como CALEA, é uma lei de grampos dos Estados Unidos da América aprovada em 1994, durante a presidência de Bill Clinton (Pub. L. No. 103-414, 108 Stat. 4279, codified at 47 USC 1001-1010).
O propósito da CALEA é ampliar a capacidade da agências de inteligência na aplicação do direito e na condução de vigilância eletrônica, ao exigir que operadoras de telecomunicações e fabricantes de equipamentos de telecomunicações modifiquem e projetem seus equipamentos, instalações e serviços para garantir que eles tenha capacidades de vigilância embutidas.
Originalmente, a CALEA excluía expressamente a regulação do tráfego de dados pela Internet, limitando-se à comunicação telefônica digital. Mas em 2005, a partir de uma requisição do Departmento de Justiça, do FBI e do DEA, a  FCC expediu uma regulação que ampliou sua aplicação para incluir todo o tráfego de VoIP e Internet banda larga. A Electronic Frontier Foundation apresentou diversas ações judiciais para impedir a FCC de garantir essas capacidades ampliadas de vigilância doméstica, mas a constitucionalidade dessa interpretação foi ratificada pelo Poder Judiciário. De 2004 a 2007 houve um aumento de 62% no número de grampos realizados sob a CALEA, com um crescimento de mais de 3.000% na interceptação de dados de internet, tais como email.

## Ver Também
- SOPA
- PIPA
- COICA
- Stellar Wind
- Catálogo ANT (NSA)
- Tempora